# Saint-Paul-de-Vern
Saint-Paul-de-Vern là một xã thuộc tỉnh Lot tây nam Pháp. Xã có diện tích 10,84 km², dân số theo điều tra năm 1999 là 183 người. Khu vực này có độ cao trung bình 408 mét trên mực nước biển.